# Cerro Caracol

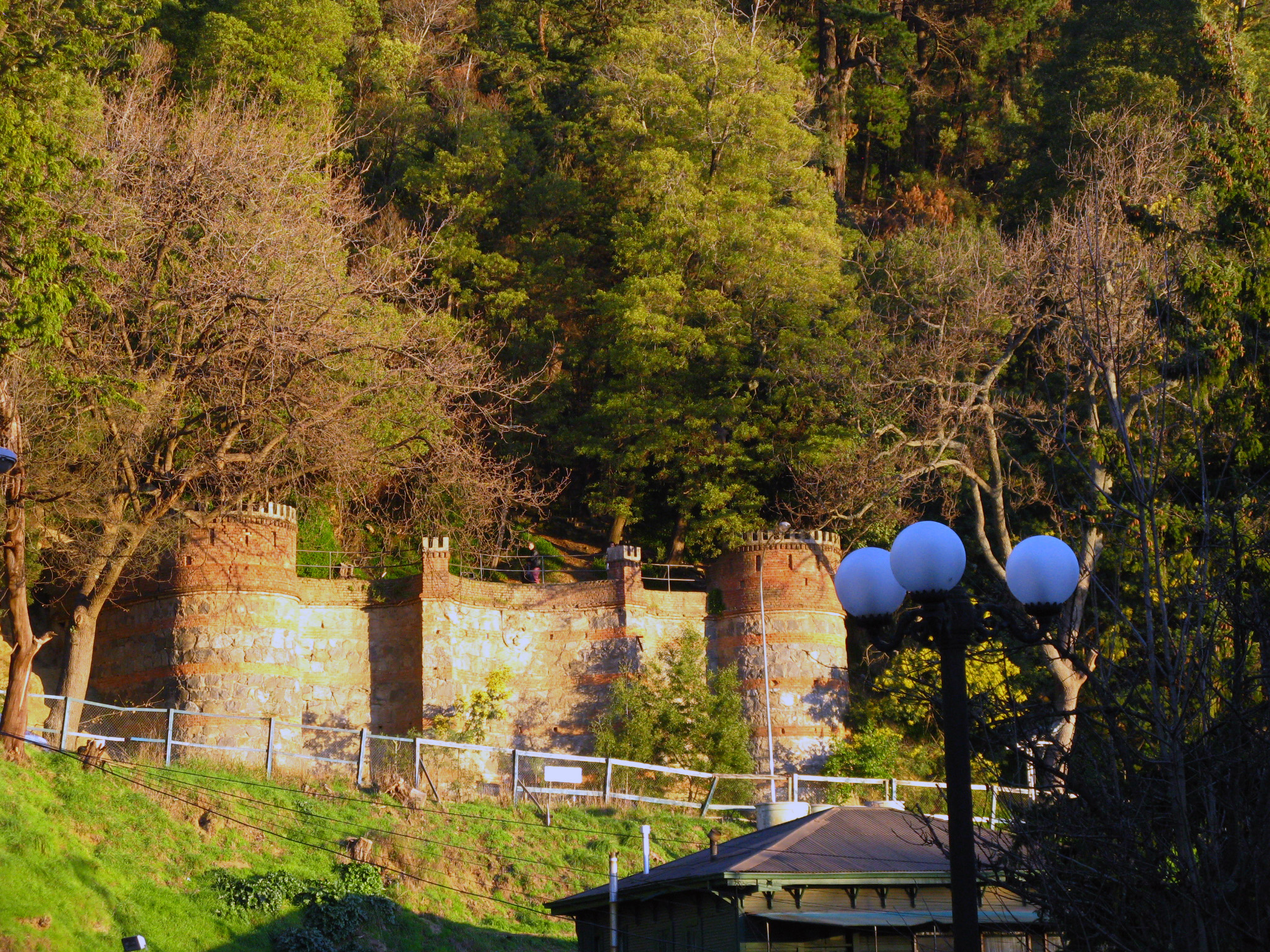
Terraza mirador construida en 1921, en las faldas del cerro y vista desde el Parque Ecuador en 2012.

El Cerro Caracol es un hito geográfico de la ciudad de Concepción, Chile. Es conocido como el pulmón verde de la ciudad, por la gran cantidad de forestación y flora que contiene. Como área recreativa se ha «fusionado» con el Parque Ecuador, el que se ubica a las faldas del cerro.
El cerro se extiende por más de 1200 ha de variada y abundante vegetación, y su altura máxima es de 250 metros. Posee diversos senderos y caminos para vehículos motorizados que permiten la realización de paseos, senderismo o ciclismo.
Está abierto durante todo el año, su acceso es gratuito y su administración está a cargo de la Municipalidad de Concepción y CONAF. Dentro del cerro se encuentra el Parque Metropolitano Cerro Caracol, se acceso gratuito, cuyo cuidado y mantención está a cargo del Ministerio de Vivienda y Urbanismo. En su ascenso se encuentran diversos miradores amurallados desde donde es apreciable la ciudad. Subiendo por la calle Veteranos del 79, se encuentra la Casa Dr. Wilhelm, y en una de las cimas el Mirador Alemán.

## Toponimia

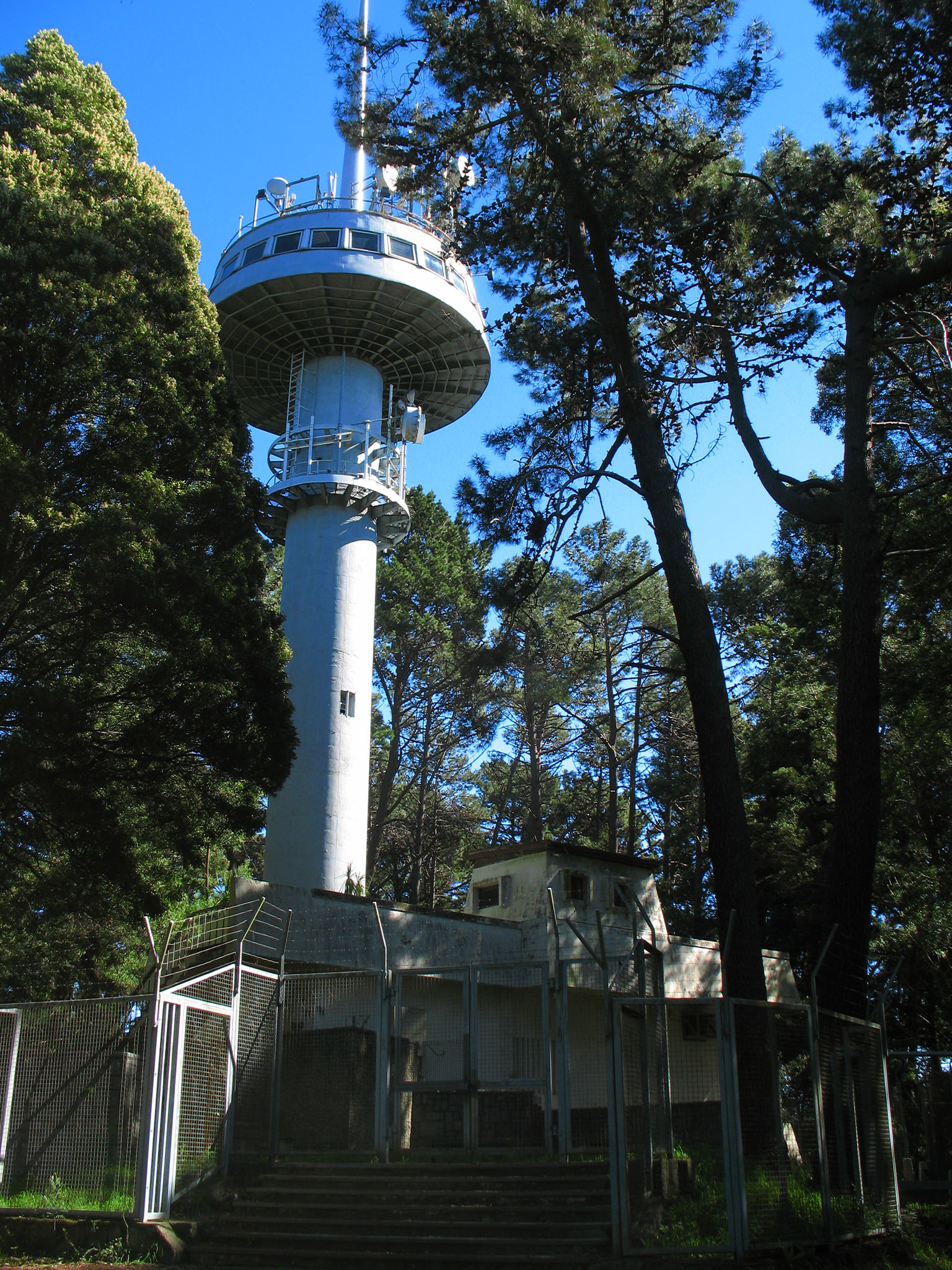
Torre en la cumbre del cerro.

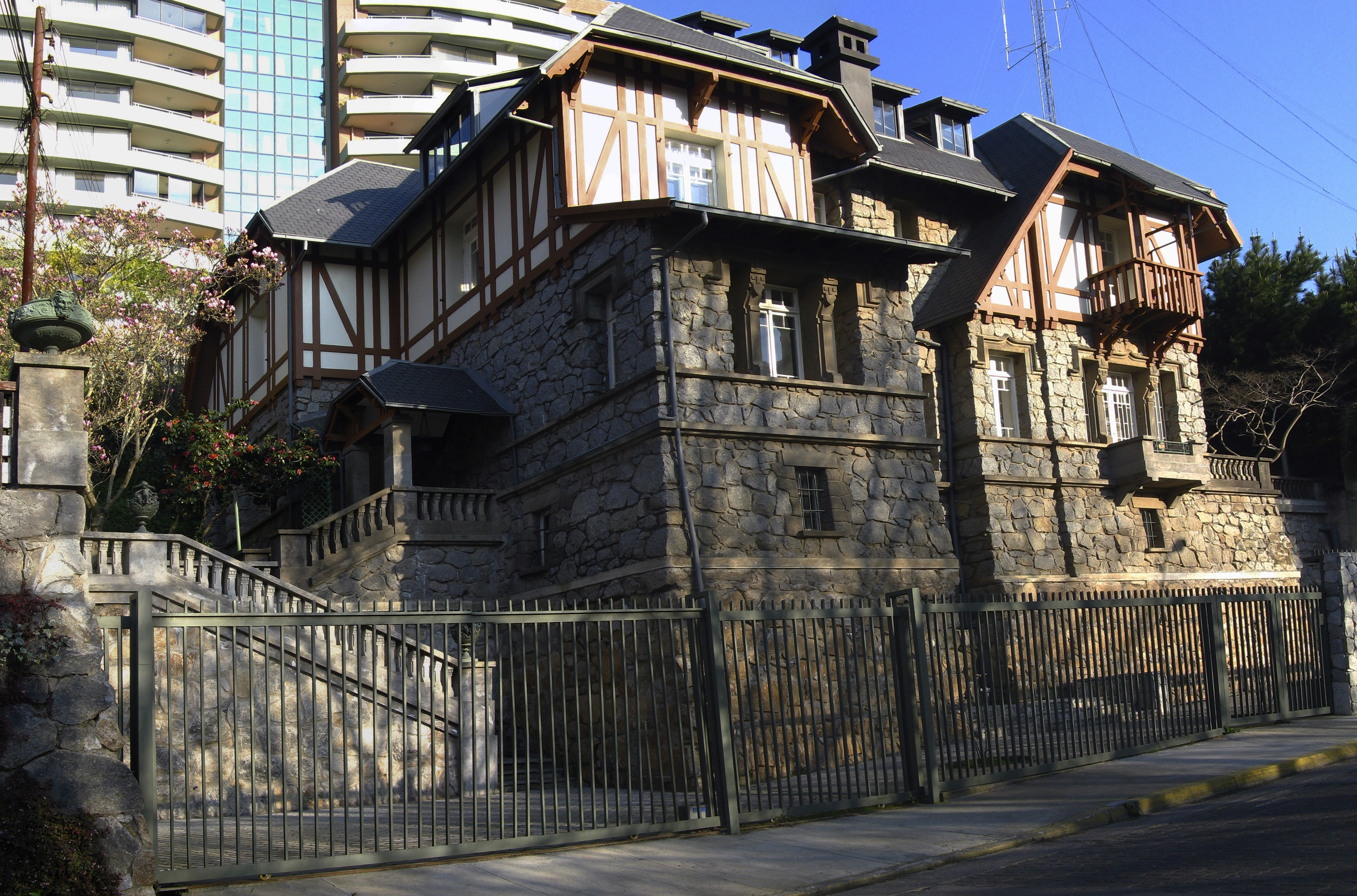
La Casa Dr. Wilhelm en 2012, ubicada a los pies del cerro, frente al Parque Ecuador.

El científico Carlos Oliver Schneider observó que en un plano fechado en 1774, con Concepción ya trasladado desde la actual Penco y emplazado en su ubicación actual, el ahora llamado Cerro Caracol estaba indicado con el nombre de Alticura, donde «cura» en mapudungún quiere decir «piedra», y por tanto en un híbrido de dicho idioma y cambios al castellano significaría «piedra alta». Este nombre probablemente se debería a una enorme piedra granítico-diorítico ubicada donde ahora está el Mirador Alemán.
El nombre actual, sin embargo, se debe a la forma del trazado del camino real que mandó a construir Ambrosio O'Higgins sobre el cerro, de modo de evitar las anegaciones de este durante el invierno, producto de las lluvias y la crecida del Río Biobío. Este camino se llamaba La Laxa (Laja), y conectaba a la ciudad de Concepción con Hualqui, Rere y Los Ángeles, subiendo en su primer trecho por el cerro, a través de la actual avenida Los Aromos, y continuando el ascenso zig-zagueando en forma de caracol hasta la cumbre.

## Parque Metropolitano Cerro Caracol

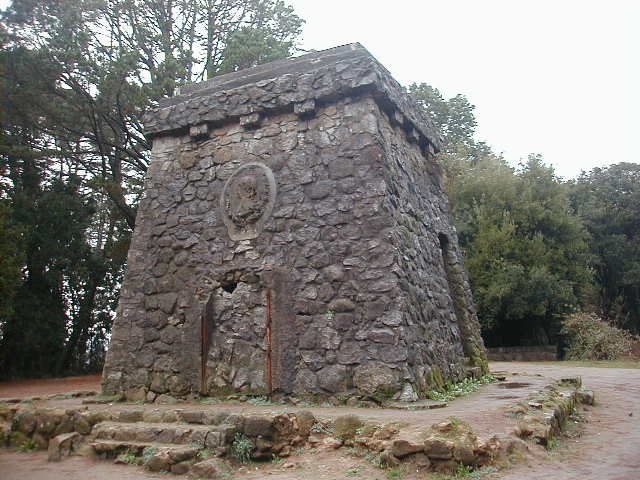
Mirador Alemán, en la cima del cerro

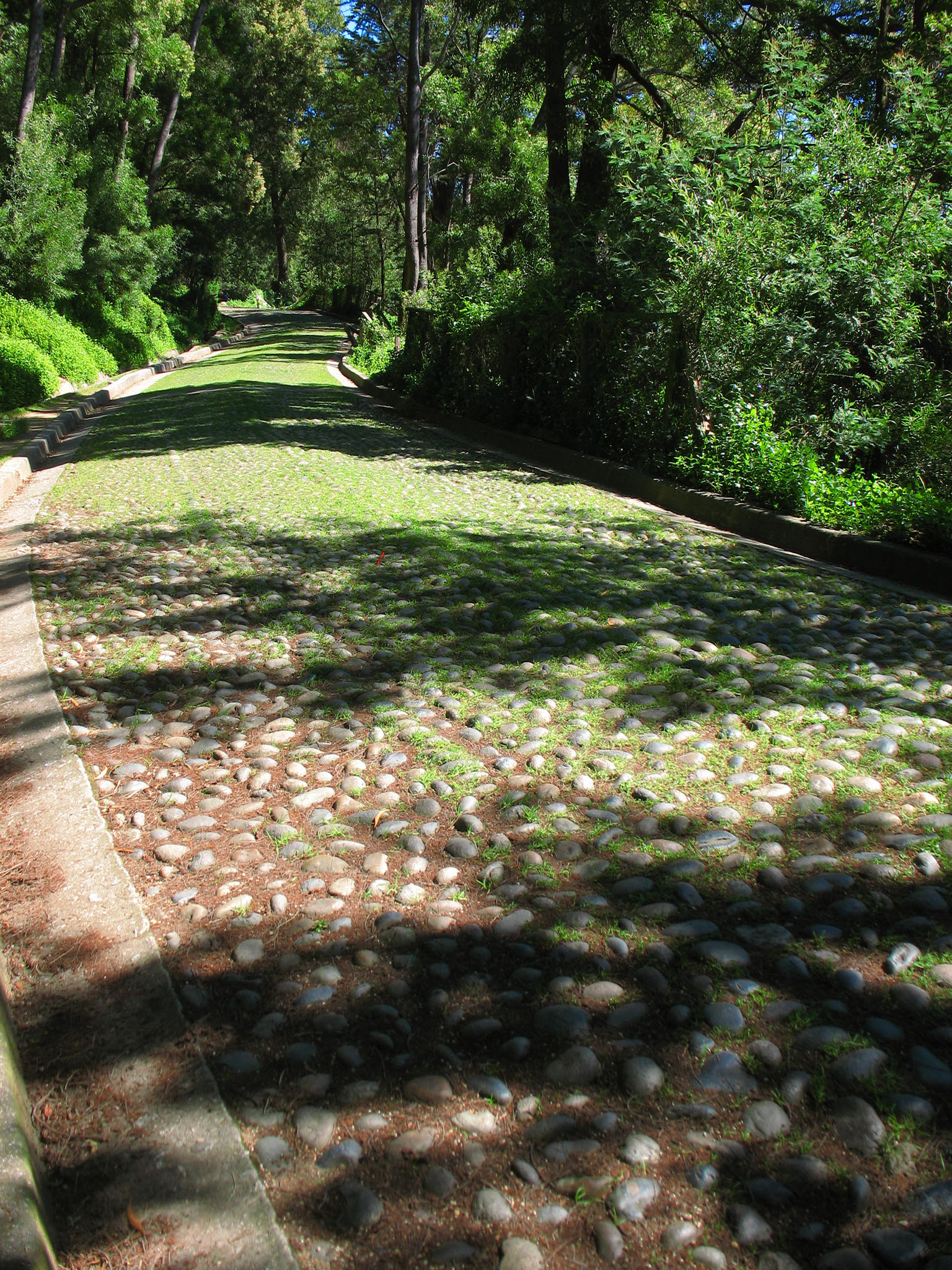
Camino de ascenso

Se trata de un parque de alrededor de 105 ha. ubicado en el Cerro Caracol, y que incluye el punto más alto del cerro, de 250 m s. n. m. Posee abundante y variada vegetación, además de rutas para practicar senderismo. Su acceso es gratuito, y en la actualidad de noche se cierra.
En una de las cimas del cerro se encuentra el Mirador Alemán, la única Torre Bismarck que fue construida en toda América, en honor al canciller alemán Otto von Bismarck, así como a los combatientes caídos en Chile y Alemania. Diseñado por el arquitecto Roderich von Stillfried y financiado por Artur Junge y la Asociación de clubes alemanes de gimnasia en Chile, fue inaugurado en 1921, convirtiéndose en uno de los hitos históricos penquistas más relevantes, por su emplazamiento y antigüedad.
Este mirador y su entorno estuvieron durante muchos años en franco abandono, si bien correspondía a un punto cúlmine de caminatas y circuitos turísticos y deportivos realizados por el cerro. Los continuos saqueos y vandalismos sobre la estructura, así como la ausencia de protección por parte de las autoridades, contribuyeron negativamente a su constante deterioro. En abril de 2015 se inauguró un pequeño anfiteatro a su costado, lo que fue el resultado del inicio de trabajos de restauración del sector, que formarían parte del nuevo Parque Metropolitano.
En el año 2020 se implementó un plan de reforestación nativa, sumado al trabajo previo realizado desde 2017, y el que ya lleva más de 94.200 árboles nativos para el Biobío, a través de jornadas de educación ambiental en la comuna de Coronel, donaciones de árboles nativos a apicultores de las comunas de Hualqui, Concepción, Yumbel, Hualpén, Florida, Chiguayante y Nonguén, pertenecientes a la Asociación Apiconce y la reforestación de más de 6.000 especies nativas en la comuna de San Rosendo.